# Minniza vermis
Minniza vermis är en spindeldjursart som beskrevs av Simon 1881. Minniza vermis ingår i släktet Minniza och familjen Olpiidae. Inga underarter finns listade i Catalogue of Life.